# فارثینگستون
فارثینگستون (به انگلیسی: Farthingstone) یک روستا و محله مدنی در بریتانیا است که در Daventry واقع شده‌است. فارثینگستون ۱۹۳ نفر جمعیت دارد.